# Hiram (Maine)
Hiram ist eine Town im Oxford County des Bundesstaates Maine in den Vereinigten Staaten. Im Jahr 2020 lebten dort 1609 Einwohner in 906 Haushalten auf einer Fläche von 100,67 km².

## Geographie
Nach dem United States Census Bureau hat Hiram eine Gesamtfläche von 100,67 km², von der 97,25 km² Land sind und 3,42 km² aus Gewässern bestehen.

### Geographische Lage
Hiram liegt im Südosten des Oxford Countys und grenzt an das York County im Süden und das Cumberland County im Osten. Im Nordosten grenzen der Parker Pond und der Southeast Pond an das Gebiet der Town, im Westen liegt der Clemons Pond und im Südwesten der Tafton Pond und der Stanley Pond. Der Saco River fließt in südliche Richtung zunächst durch die nordöstliche Ecke der Town und bildet im Südosten die Grenze zur benachbarten Town Baldwin. Die Oberfläche des Gebietes ist hügelig, die höchste Erhebung ist der 491 m hohe Bill Merrill Mountain im Südwesten von Hiram.

### Nachbargemeinden
Alle Entfernungen sind als Luftlinien zwischen den offiziellen Koordinaten der Orte aus der Volkszählung 2010 angegeben.
- Norden: Denmark, 16,3 km
- Nordosten: Sebago, Cumberland County, 19,9 km
- Südosten: Baldwin, Cumberland County, 9,7 km
- Süden: Cornish, York County, 9,3 km
- Südwesten: Parsonsfield, York County, 14,0 km
- Westen: Porter, 9,4 km
- Nordwesten: Brownfield, 11,5 km

### Stadtgliederung
In Hiram gibt es mehrere Siedlungsgebiete: Bridgton Junction, Durgintown, East Hiram, Hiram Village, Rankins Mill, South Hiram und Wadsworth.

### Klima
Die mittlere Durchschnittstemperatur in Hiram liegt zwischen −9,4 °C (15 °F) im Januar und 20,0 °C (68 °F) im Juli. Damit ist der Ort gegenüber dem langjährigen Mittel Maines um etwa 2 Grad kühler. Die Schneefälle zwischen Oktober und Mai liegen mit deutlich mehr als zwei Metern (bei einem Spitzenwert im Januar von knapp 50 cm) ungefähr doppelt so hoch wie die mittlere Schneehöhe in den USA. Die tägliche Sonnenscheindauer liegt am unteren Rand des Wertespektrums der USA.

## Geschichte
Eine erste Besiedlung durch europäische Siedler erfolgte zwischen 1774 und 1780. Die erste Organisation fand am 27. Februar 1807 als District statt. Als Town wurde Hiram am 27. Februar 1814 organisiert. Der Name wurde in Erinnerung an Hiram I. (Tyros) gewählt. Im Jahr 1790 kaufte General Peleg Wadsworth Land in Hiram und baute dort zwischen 1792 und 1794 eine Farm. Zu seinen Nachkommen gehört der Schriftsteller, Lyriker, Übersetzer und Dramatiker Henry Wadsworth Longfellow.
Teile von Baldwin wurde in den Jahren 1821 und 1844 hinzugenommen und von Brownfield im Jahr 1852.

### Einwohnerentwicklung
| Volkszählungsergebnisse – Town of Hiram, Maine | Volkszählungsergebnisse – Town of Hiram, Maine | Volkszählungsergebnisse – Town of Hiram, Maine | Volkszählungsergebnisse – Town of Hiram, Maine | Volkszählungsergebnisse – Town of Hiram, Maine | Volkszählungsergebnisse – Town of Hiram, Maine | Volkszählungsergebnisse – Town of Hiram, Maine | Volkszählungsergebnisse – Town of Hiram, Maine | Volkszählungsergebnisse – Town of Hiram, Maine | Volkszählungsergebnisse – Town of Hiram, Maine | Volkszählungsergebnisse – Town of Hiram, Maine |
| Jahr                                           | 1700                                           | 1710                                           | 1720                                           | 1730                                           | 1740                                           | 1750                                           | 1760                                           | 1770                                           | 1780                                           | 1790                                           |
| ---------------------------------------------- | ---------------------------------------------- | ---------------------------------------------- | ---------------------------------------------- | ---------------------------------------------- | ---------------------------------------------- | ---------------------------------------------- | ---------------------------------------------- | ---------------------------------------------- | ---------------------------------------------- | ---------------------------------------------- |
| Einwohner                                      |                                                |                                                |                                                |                                                |                                                |                                                |                                                |                                                |                                                | 92                                             |
| Jahr                                           | 1800                                           | 1810                                           | 1820                                           | 1830                                           | 1840                                           | 1850                                           | 1860                                           | 1870                                           | 1880                                           | 1890                                           |
| Einwohner                                      | 184                                            | 336                                            | 700                                            | 1026                                           | 1233                                           | 1210                                           | 1283                                           | 1393                                           | 1452                                           | 1063                                           |
| Jahr                                           | 1900                                           | 1910                                           | 1920                                           | 1930                                           | 1940                                           | 1950                                           | 1960                                           | 1970                                           | 1980                                           | 1990                                           |
| Einwohner                                      | 1015                                           | 945                                            | 921                                            | 813                                            | 787                                            | 804                                            | 699                                            | 686                                            | 1067                                           | 1260                                           |
| Jahr                                           | 2000                                           | 2010                                           | 2020                                           | 2030                                           | 2040                                           | 2050                                           | 2060                                           | 2070                                           | 2080                                           | 2090                                           |
| Einwohner                                      | 1423                                           | 1620                                           | 1609                                           |                                                |                                                |                                                |                                                |                                                |                                                |                                                |

## Kultur und Sehenswürdigkeiten

### Bauwerke
In Hiram wurden mehrere Bauwerke unter Denkmalschutz gestellt und  ins National Register of Historic Places aufgenommen.
- Hubbard-Cotton Store, 1990 unter der Register-Nr. 90000923.[10]
- Soldiers Memorial Library, 2008 unter der Register-Nr. 08000992.[11]
- Wadsworth Hall, 1974 unter der Register-Nr. 74000182.[12]
- John Watson House, 1974 unter der Register-Nr. 74000183.[13]

## Wirtschaft und Infrastruktur

### Verkehr
Die Maine State Route 160 verläuft in nordsüdlicher Richtung durch den westlichen Teil der Town, die Maine State Route 113 durch den zentralen Teil und auf ihr mündet die Maine State Route 117.

### Öffentliche Einrichtungen
In Hiram gibt es kein eigenes Krankenhaus oder medizinische Einrichtung. Die nächstgelegenen Einrichtungen befinden sich in Fryeburg und Bridgton.
In Hiram befindet sich die Soldiers Memorial Library in der Maine Street. Das Gebäude der Bücherei wurde 1915 errichtet.

### Bildung
Hiram gehört mit Baldwin, Cornish, Parsonsfield und Porter zum Maine School Administrative District 55.
Den Schulkindern stehen im Schulbezirk folgende Schulen zur Verfügung:
- Sacopee Valley Elementary School in Hiram
- Sacopee Valley Middle School in Hiram
- Sacopee Valley High School in Hiram

## Persönlichkeiten

### Persönlichkeiten, die vor Ort gewirkt haben
- Peleg Wadsworth (1748–1829), General im Unabhängigkeitskrieg und Politiker